# Kentara
Kentara is een bestuurslaag in het regentschap Dairi van de provincie Noord-Sumatra, Indonesië. Kentara telt 2147 inwoners (volkstelling 2010).